# 1992年尼加拉瓜地震
1992年尼加拉瓜地震是一場发生于1992年9月2日下午6時16分的地震，震央位於尼加拉瓜的近海区域，哥斯达黎加也有受到一定程度的破坏。地震造成至少116人遇难，另外还有多人受伤。本次地震发生在应力和变形的活跃区域，考虑到其实际表面波震级和黎克特制震級，地震产生的海啸威力極大。

## 地质构造
本场地震是宽频地震台网捕捉到的首场海啸地震。初次表面波震级估计为7.2级。这是发生在科科斯板块和加勒比板块之间俯冲界面的一次缓慢的盲断层地震，该处是应力和变形的活跃区域。由于尼加拉瓜近海海底缺少沉积物，地震造成的滑坡在海沟底部四处蔓延，引发巨大的海啸。而出现滑坡的板块表面充满了柔软的大洋沉积物，使得断裂过程比一般的俯冲区域断层地震更慢，震源也要比比典型的隐没带地震浅得多。

## 破坏和人员伤亡
地震的第一次震动发生在格林尼治时间0点16分，接着又发生了多次强烈余震。尼加拉瓜的奇南德加省和莱昂省各地均有震感，埃尔克鲁塞罗、马那瓜、圣马科斯和哥斯达黎加的圣何塞等地也有震感。这是1972年尼加拉瓜地震以来，该国遭受的最强烈地震。
尼加拉瓜全国至少有116人遇难，其中大部分是睡在床上的儿童，还有至少68人失踪，约13,500人无家可归。 整个尼加拉瓜西海岸至少有1,300间房屋和185艘渔船被毁。全国遭受的经济损失估计为两千万到三千万美元之间。
根据奥古斯托·塞萨尔·桑丁诺基金会的消息，受地震影响最大的是“居住在距离发达地区较远的狭小贫穷社区的居民。他们位于海边的房屋大部分被毁。在边缘地带种植基本粮食的贫穷农民和失去了捕鱼工具、船只和仓房的渔民都失去了生计。地震给他们极端贫穷的生活雪上加霜。”

### 海啸
尼加拉瓜和哥斯达黎加西海岸大部分伤亡和损失都是由海啸造成的，这已经是这里在六个月时间里发生的第三场海啸。地震发生后人们立刻对海浪升起的高度进行了测量，其平均高级为3至8米，最高则达到9.9米相对于它的面波震级而言，海啸的规模相当巨大，断裂过程持续100秒，对这一规模来说更是长得很不寻常。矩震级（Mw）为7.6级的要比20-s面波震级（Ms）为7级的大，这种Ms与Mw之间的不同就是海啸地震的特征。具有冲击性的海啸于地震61分钟之后产生，海浪从尼加拉瓜的科林托和索莫薩港冲到岸上，深入内陆1,000米远并抵达马萨查帕，给该镇造成重创，导致9人死亡。

## 救灾工作
地震发生后不久，尼加拉瓜政府即提供了初期救助。 尼加拉瓜总统比奥莱塔·查莫罗在1992年9月2日对国民的讲话中宣称不需要国际救援。尽管如此，国际红十字会仍然参与了尼加拉瓜国家民防局的一些救援行动，运送伤者前往莱昂医院和列宁－丰塞卡医院。